# 9420 Dewar
9420 Dewar (1995 XP4) là một tiểu hành tinh vành đai chính được phát hiện ngày 14 tháng 12 năm 1995 bởi Spacewatch ở Kitt Peak.